# Callistomys pictus
Callistomys pictus là một loài động vật có vú trong họ Echimyidae, bộ Gặm nhấm. Loài này được Pictet mô tả năm 1841.